# 貝魯埃科山
40°27′39″N 5°33′29″W / 40.46083°N 5.55806°W

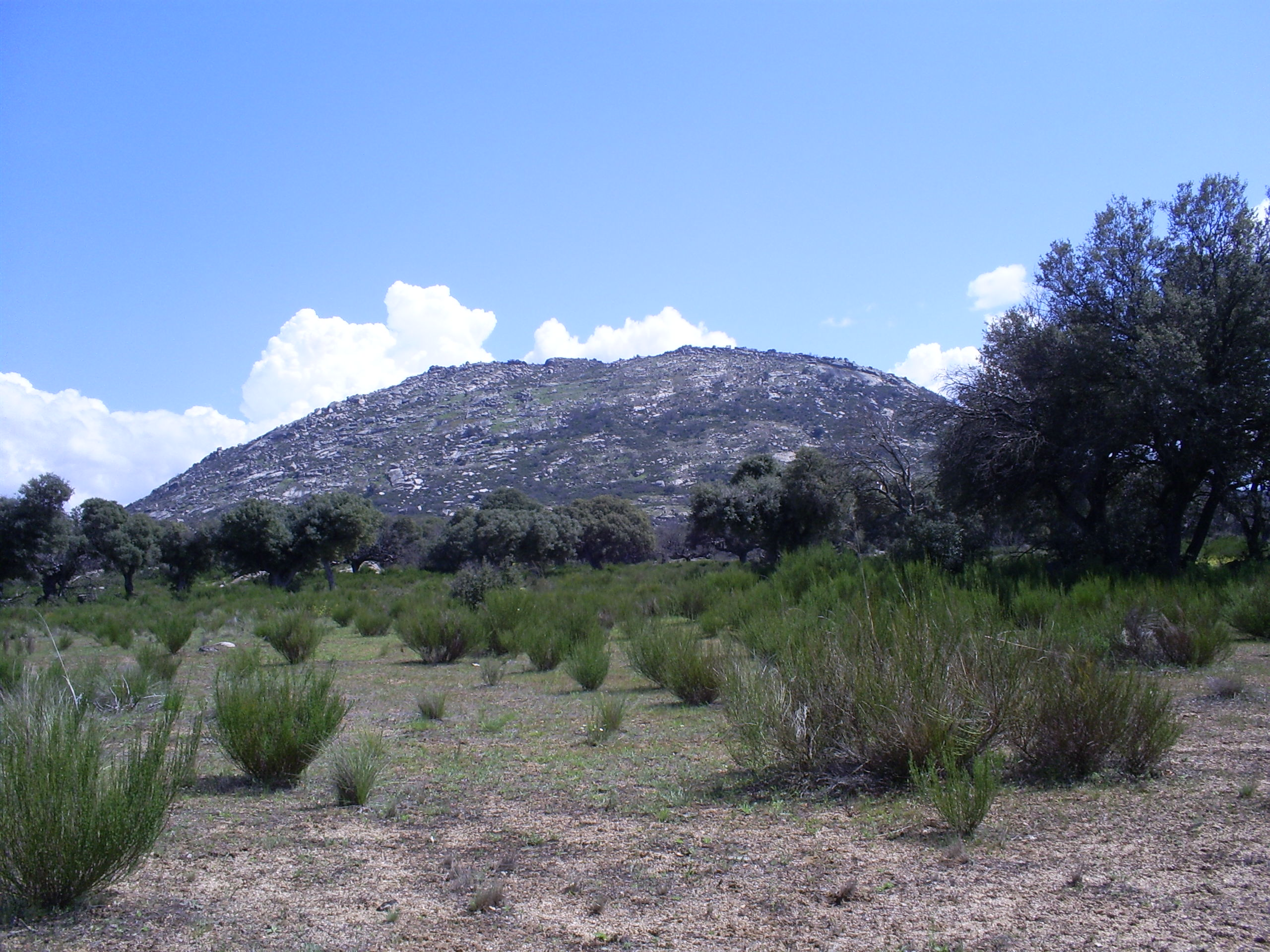

貝魯埃科山是西班牙的山峰，位於該國西部薩拉曼卡省，海拔高度1,355米，山體由花崗岩組成，有野豬、兔子、野兔等野生動物棲息。